# Bouloc-en-Quercy
Bouloc-en-Quercy (do 7 lutego 2017 Bouloc) – miejscowość i gmina we Francji, w regionie Oksytania, w departamencie Tarn i Garonna. W 2013 roku populacja ówczesnej gminy wynosiła 219 mieszkańców. 